# Associazione Corale Luigi Canepa
L'Associazione Corale Luigi Canepa, conosciuta come Corale Canepa, fondata ufficialmente nel 1921 ma in attività dal 1880, è la più antica istituzione corale della Sardegna.

Dal 2004 ha la sua sede a Palazzo Dau, a Sassari.

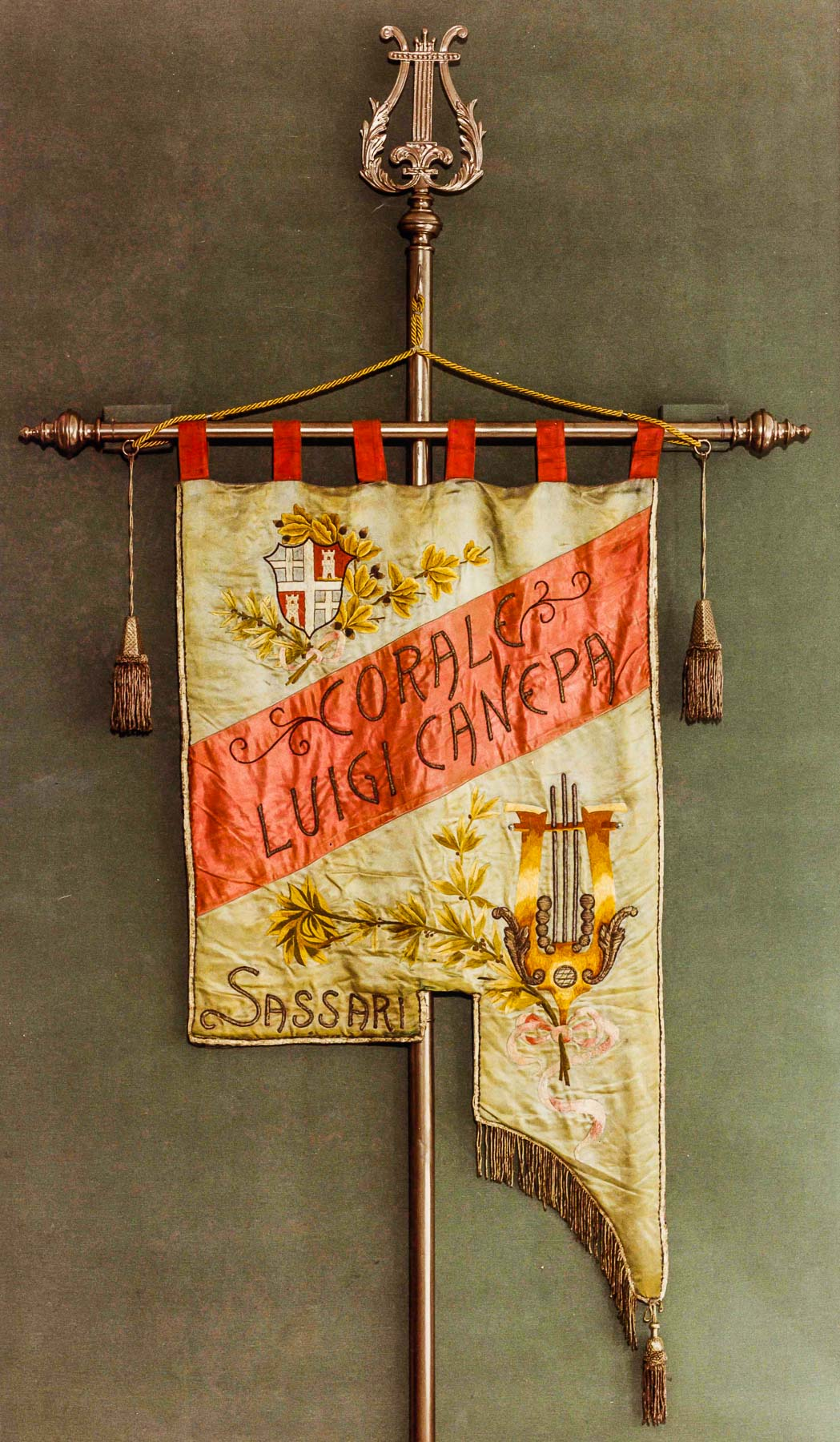
Stendardo della Corale

## Storia
Fondata intorno al 1880/81 da Luigi Canepa e annessa al Civico Istituto Musicale, veniva chiamata la Corale di Canepa. Dopo la morte di Canepa, nel 1921, 23 membri della Corale decisero di costituirsi ufficialmente dando vita all'Associazione Corale Giovanile Luigi Canepa onorando così il nome del suo fondatore.
Alla fine del 1921, al Teatro Civico di Sassari, si tenne il battesimo dello stendardo: in origine completo, la parte mancante sulla sinistra venne tagliata onde evitare di apporre il fascio littorio, simbolo del fascismo.
La Corale era nata prevalentemente come coro lirico con lo scopo di partecipare alle stagioni liriche. Tra gli anni dal 1924 e 1953 l'attività della corale ebbe una crisi dovuta al ventennio fascista e alla Seconda guerra mondiale. L’avvento del fascismo determinò l’insorgere di un periodo buio, durante il quale la maggior parte dei giovani coristi fu costretta a lasciare la città o ad evitare di incontrarsi con i colleghi cantori. Solo un piccolo gruppo di coristi anziani aveva l’opportunità di ritrovarsi periodicamente nei pressi del Palazzo Civico e questo favorì, nelle fasi successive alla guerra, la ricostituzione del coro.
Nel 1953 la Corale Canepa si unificò con la Corale Antoniana – costituita poco tempo prima e presieduta dall’avv. Raimondo Rizzu, futuro presidente della stessa Corale Canepa. In questo modo l’associazione ebbe modo di acquisire nuove voci, oltre alla sede (prima occupata dalla Corale Antoniana), sita nei locali attigui alla chiesa di S. Antonio Abate. In quegli anni la corale partecipò anche al grande concerto per l'inaugurazione di Platamona e diverse sono anche le collaborazioni con l'omonimo Corpo Bandistico cittadino.
Nel 1958 la premiazione al Concorso Internazionale di Llangollen in Galles, dove la corale si classificò al IV posto. Seguirono altre esibizioni all'estero: nel 1959 a Tillburg, nel 1960 al Festival Choralies di Vaison-la-Romaine e nel 1961 a Debrecen al concorso Béla Bartók classificandosi al III posto. In quegli anni la corale si recò in diversi paesi europei: Norvegia, Svezia, Danimarca, Francia, Olanda, Finlandia e Svizzera.
Nel 1965 si decise di effettuare una nuova tournée concertistica in Ungheria sotto la guida del M° Marco Crestani. Durante la permanenza in Ungheria vi fu anche un incontro ufficiale con il compositore Zoltán Kodály, il quale rivolse parole d'elogio verso la Corale per le sue esibizioni e per l'alto livello interpretativo.
Nel 1968 la Corale partecipò nuovamente al concorso Bèla Bartok di Debrecen classificandosi al 2º posto.
Nel 1970 in collaborazione con l'Ente Concerti Marialisa De Carolis la corale preparò la Petite messe solennelle di Gioachino Rossini. Fu eseguita a Sassari e nuovamente in Ungheria, sotto la direzione del m° Nino Bonavolonta, direttore artistico dell'Ente Concerti ed anche della Corale. Nel 1971 fu riproposta in una lunga tournée in Unione Sovietica toccando Mosca, Leningrado, Vilnius, Odessa, Tibilisi, Jerevan e Baku.
Nel 1978 ci fu una crisi all'interno dell'associazione che si risolse con un radicale rinnovo del consiglio direttivo, con a capo il nuovo presidente Raimondo Rizzu, e l'avvento del M° Antonio Costa. Con questo nuovo assetto la Corale eseguì la Messa da Requiem di Giuseppe Verdi in occasione del 60° dalla fondazione nel 1981.
Quando nel 1983 venne eletto sindaco di Sassari, Raimondo Rizzu diede la dimissioni dalla Corale e con il rinnovo del consiglio direttivo del 1984 venne eletto presidente Graziano Cossu. Nel 1986 la corale produsse la Missa in tempore belli di Franz Joseph Haydn e diede vita al Festival dell'Operetta in collaborazione con la Cooperativa Teatro e/o Musica.
Nel 1987 in occasione del 65° della fondazione fu messa in scena una versione ridotta di Porgy and Bess di George Gershwin. Questa manifestazione fu posta sotto l'Alto Patronato del Presidente della Repubblica Italiana. Sempre nel 1987 si decise di riscoprire una delle opere del fondatore Luigi Canepa, Amsicora. Alla fine del 1987 la corale varcò per la prima volta l'oceano, meta della tournée concertistica fu il Brasile: 8 concerti tra Cabo Frio, San Paolo, Nuova Friburgo e Niterói.
Nel 1989 la corale fu membro fondatore dell'U.N.C.A.L.M., l'Unione Nazionale dei Circoli e delle Associazioni Liriche Musicali. Nel dicembre dello stesso anno fece tappa in Giappone dove oltre ad una lunga serie di concerti prese parte all'incisione di un CD edito dalla JVC del tenore Alberto Cupido.
Nel 1990 oltre alla solita produzione del festival dell'operetta si decise di riprendere lo Stabat Mater di Gioachino Rossini che fu inciso in un CD.
Il 1991 ebbe inizio con un concerto celebrativo della nascita di Antonio Segni, fu occasione anche per celebrare il 70° dalla nascita della corale con una mostra storico fotografica allestita nelle sale del Teatro Civico di Sassari. Nello stesso anno si concretizzò anche il gemellaggio con la Corale Giuseppe Verdi di Parma con una serie di concerti di musica lirica a cori riuniti. Nella stessa occasione, in una cerimonia ufficiale a Palazzo Ducale il sindaco di Sassari premiò la Corale con la medaglia d'oro del Comune di Sassari mentre il vice sindaco di Parma e il presidente della Corale Giuseppe Verdi consegnarono il "Verdi d'oro", onorificenza assegnata annualmente dalla corale parmense.
Il ritorno in Brasile – dopo il primo viaggio fatto nel 1987 - avvenne nel dicembre del 1994 e, poi, nell'anno successivo. Queste due tournée erano fortemente legate fra loro poiché i progetti delineati nel corso della prima maturarono nel tempo,  fino a determinare un rapporto istituzionale fra Sassari e la città di S. Pedro, il cui rappresentante giunse in Italia per firmare un protocollo d’intesa per l’attivazione di uno scambio culturale, che portò all'intitolazione di due vie in onore della città di Sassari, a São Pedro da Aldeia - "Rua Sassari”, ed alla Corale, a Iguaba Grande  -"Rua Corale Luigi Canepa".
Il 1996 fu un anno speciale per la Corale, in occasione del 75° dalla fondazione (tutte le manifestazioni di quell'anno furono poste sotto l'Alto Patronato del Presidente della Repubblica Italiana Oscar Luigi Scalfaro) furono organizzati dei convegni per spiegare e ricordare la storia della corale. Nella stessa occasione ha ricevuto dal Comune di Sassari il “Candeliere d’Oro Speciale”, premio che viene assegnato alle personalità che hanno dato lustro alla città. L'anno si concluse con una nuova tournée in Brasile dove venne inaugurata "Rua Sardegna" nel comune di São Pedro da Aldeia.
Nel 1997 il Festival dell'Operetta giunse alla undicesima edizione. Venne ufficializzato il gemellaggio con il Gremio dei viandanti e la Corale venne posta sotto la protezione della Madonna del Buon Cammino.
Nel 2002, in occasione dell’80° dalla fondazione, fu concesso dalle Poste italiane un particolare annullo postale.
Nel 2003 il Festival dell'operetta (giunto alla 17ª edizione) vide la riscoperta di Primarosa di Giuseppe Pietri.

Nel 2004 la sede fu trasferita a Palazzo Dau. Fu inoltre l’anno della strage di Nassirya, cui la Corale volle dedicare un progetto dal titolo Nei luoghi della Brigata, omaggio ai caduti di Nassirya. Si tennero concerti (in programma il Requiem di Mozart) nelle sedi che videro nascere ed operare la Brigata: Sinnai, Tempio e Sassari. Nel progetto furono coinvolti il Conservatorio di Sassari (con la sua orchestra) e la Brigata meccanizzata "Sassari"  (con la Banda del reparto).

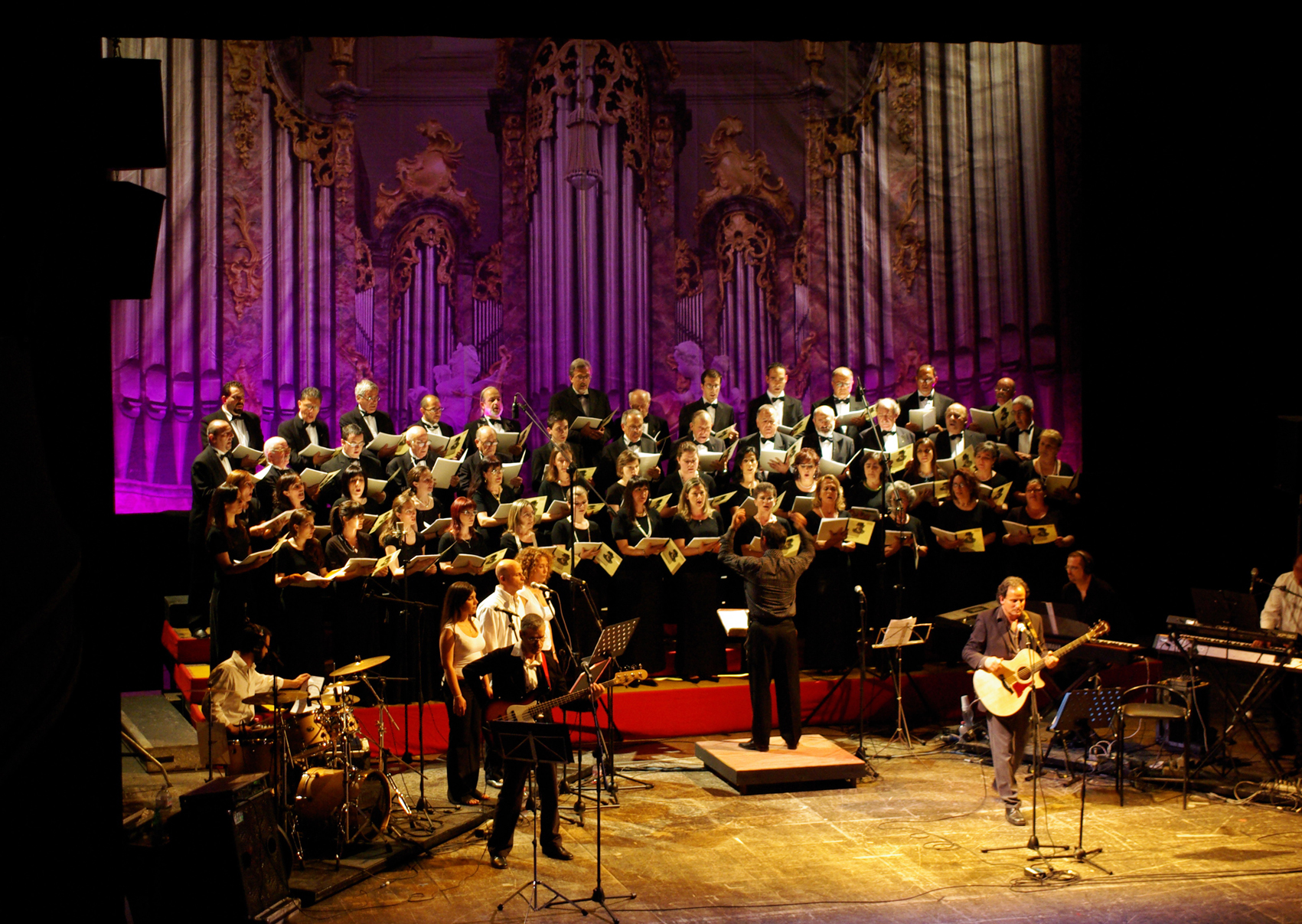
Sa Missa con i Bertas al Teatro Verdi (Sassari)

Nel 2006 vide alla luce un nuovo progetto, ossia l'accostamento del coro al gruppo musicale Bertas, attraverso la creazione di Sa Missa, una messa in stile pop-rock-folk con testi in sardo. Questo programma fu proposto nella tournée in Brasile del 2007 e a Londra nel 2008. Nel 2009, per tale progetto, la corale fu insignita del Premio Maria Carta della fondazione omonima.
Nel 2011 fu celebrato il 90° dalla fondazione in concerti con la partecipazione di altri gruppi musicali come i Bertas, il Coro polifonico turritano e il soprano sassarese Maria Mastino.
Nel 2015 per celebrare i 100 anni dalla morte di Luigi Canepa si organizzò un convegno ed un concerto con coro, banda e orchestra di musiche del compositore.
Oggi la Corale Canepa è un’associazione dinamica, attiva e multidisciplinare che, oltre alla musica prettamente corale, porta avanti un’importante attività strumentale e musicale a tutto tondo. Oltre al coro degli adulti, sono presenti un coro di voci bianche e una sezione di pueri cantores.
Dal 2017, e riconfermata per il triennio 2023/2026, la presidenza è sotto la guida di Federico Tolu mentre la direzione artistica e corale è affidata al M° Luca Sirigu.

## Attività
Oltre alla costante presenza nelle stagioni liriche sassaresi, la Corale svolge intensa attività concertistica. All'interno dell'associazione vengono svolte inoltre scuole di canto e formazione musicale.

### Il Coro Voci Bianche
Dal 1987 è presente all'interno dell'istituzione anche un coro di voci bianche, diretto dal 1995 da Salvatore Rizzu. Il coro giovanile ha partecipato a produzioni come Porgy and Bess di Gershwin, Il Piccolo Spazzacamino di Britten e ha inciso due CD con canti natalizi.

### Tournée concertistiche
| Anno | Nazione                     | Città | Anno | Nazione           | Città                                                                                        |
| ---- | --------------------------- | --- | ---- | ----------------- | -------------------------------------------------------------------------------------------- |
| 1960 | Inghilterra                 | Londra nella Wigmore Hall                                                                                | 1991 | Germania          | Colonia - Leverkusen - Bochum                                                                |
| 1962 | Danimarca Svezia            | Copenaghen - Stoccolma                                                                                   | 1992 | Cina              | Shanghai - Pechino                                                                           |
| 1963 | Svizzera Finlandia Norvegia | Berna Helsinki Oslo                                                                                      | 1993 | Paesi Bassi       | L'Aia - Amsterdam - Rijswijk - Arnhem                                                        |
| 1965 | Ungheria                    | Budapest - Debrecen - Derecske                                                                           | 1994 | Brasile           | Rio de Janeiro - Niterói - Cabo Frio - Araruama - São Pedro da Aldeia                        |
| 1968 | Svizzera                    | Zurigo - Einsiedeln                                                                                      | 1995 | Argentina Brasile | La Plata - Buenos Aires São Pedro da Aldeia - Iguaba Grande - Rio de Janeiro                 |
| 1970 | Ungheria                    | Budapest - Debrecen                                                                                      | 1996 | Brasile           | Rio de Janeiro - São Pedro da Aldeia - Iguaba Grande                                         |
| 1971 | Unione Sovietica            | Mosca - Leningrado - Vilnius - Odessa - Tbilisi - Erevan - Baku                                          | 1997 | Canada            | Toronto - Scarborough - Woodbridge - Vaughan - Niagara Falls                                 |
| 1974 | Paesi Bassi                 | L'Aia - Amsterdam - Rotterdam                                                                            | 1998 | Brasile           | Campos do Jordão - São José dos Campos - Águas de São Pedro - Rio de Janeiro - Iguaba Grande |
| 1980 | Italia                      | Savona - Torino - Genova                                                                                 | 2000 | Canada            | Vancouver - Surrey - Montréal - Toronto - Niagara Falls                                      |
| 1984 | Italia Jugoslavia           | Gorizia (in occasione del gemellaggio Sassari-Gorizia) - Grotte di Postumia                              | 2001 | Australia         | Sydney - Brisbane - Melbourne                                                                |
| 1985 | Spagna                      | Jaén - Marbella - Cordova - La Coruña - Vigo - Avilés - Santuario di Santiago di Compostela              | 2002 | Brasile           | Espírito Santo do Pinhal - São José dos Campos - Rio de Janeiro - Cabo Frio - Iguaba Grande  |
| 1986 | Italia Spagna               | Livorno - Siena - Stagione Operettistica all'Isola d'Elba Segovia - Cartagena - Burgos - Malaga - Madrid | 2003 | Sudafrica         | Città del Capo - Parrow - Stellenbosch                                                       |
| 1987 | Brasile                     | Niterói - Petrópolis - Cabo Frio - São Caetano do Sul - Nova Friburgo                                    | 2004 | Brasile           | Espírito Santo do Pinhal - Jacareí - Taubaté - Rio de Janeiro - Iguaba Grande - Cabo Frio    |
| 1988 | Germania Italia             | Amburgo - Kiel - Schleswig - Braunschweig - Wolfsburg Parma - Salsomaggiore Terme                        | 2007 | Brasile           | Tournée Concertistica di promozione di “Sa Missa” con i Bertas                               |
| 1989 | Giappone                    | Tokyo - Nagoya - Sapporo                                                                                 | 2008 | Inghilterra       | Londra, "Sa Missa" con i Bertas                                                              |
| 1990 | Francia Austria Italia      | Parigi Vienna Parma - Ferrara                                                                            |      |                   |                                                                                              |

## Direttori
- 1921-1930: Albino Floris
- 1931-1953: Edmondo Crovetti
- 1953: Giovanni Fois
- 1954: Cristoforo Carcangiu
- 1954-1955: Vincenzo Giannichedda e Salvatore Tola
- 1955-1957: Guido Campus
- 1957-1959: Antonio Condolucci
- 1959-1965: Giovanni Fois
- 1965-1967: Marco Crestani
- 1968-1978: Giovanni Fois
- 1979-2009: Antonio Costa
- 2009 ad oggi: Luca Sirigu

## Discografia

### 33 giri
- 1962 – Chantes et Danses de Sardaigne

### Album
- 1990 – AA.VV. Canti Folkloristici Sardi
- 1990 – Gioachino Rossini - Stabat Mater
- 1992 – Carl Orff - Carmina Burana[11]
- 1994 – AA. VV. Concerto di Natale (Coro Voci bianche)
- 1994 – Giacomo Puccini - Messa di Gloria (con l'Orchestra nazionale della Radio e Televisione Bulgara)
- 1999 – Oh Happy Day (Coro Voci bianche)
- 2007 – Sa Missa (in collaborazione con i Bertas)

### CD Opere Liriche
- 1998 – Wolfgang Amadeus Mozart: Don Giovanni, Sassari, Teatro Verdi
- 1999 – Giuseppe Verdi: Attila, Sassari, Teatro Verdi
- 1999 – Giuseppe Verdi: Simon Boccanegra, Sassari, Teatro Verdi
- 2001 – Jules Massenet: La Navarraise, Sassari, Teatro Verdi
- 2004 – Luigi Canepa: Amsicora, Sassari, Teatro Verdi

### Collaborazioni
- 1990 – Alberto Cupido: O Sole Mio, Favourite Italian Songs
- 1999 – Paolo Zicconi: Andiras
- 2002 – Luigi Rachel
- 2003 – Musiche e Canti: liriche dei compositori sardi del passato
- 2003 – Sardigna, antologia della musica sarda antica e moderna
- 2005 – The Big Question (DVD)
- 2006 – Bertas

### VHS e DVD
- 1993 - Luigi Canepa: Amsicora, Sassari, Teatro Verdi
- 2004 - Luigi Cherubini: Medea, Sassari, Teatro Verdi
- 2008 - Giuseppe Verdi: Luisa Miller, Sassari, Teatro Verdi
- 2014 - Giuseppe Verdi: Messa da Requiem, Sassari, Teatro Comunale
- 2017 - Anton Bruckner: Messa in Re minore - Sassari, Chiesa di San Giuseppe
- 2017 - Giuseppe Verdi: Messa da Requiem, Tempio Pausania, Cattedrale di San Pietro
- 2018 - Franz Schubert: Messa in La b maggiore, Sassari, Cattedrale di San Nicola
- 2019 - AA.VV.: Mysterium Crucis: per contemplare il Santo Volto, Sassari, Cattedrale di San Nicola
- 2019 - W. A. Mozart: Concerto per flauto, arpa e orchestra K299, Sassari, Chiesa di San Giuseppe

### Partecipazioni alle stagioni liriche
La Corale Canepa ha da sempre partecipato alle stagioni liriche cittadine, organizzate dall'Ente Concerti "Marialisa de Carolis".
- 1962 - L. Canepa, Riccardo III
- 1969 -  G. Verdi, Il Trovatore
- 1978 - V. Bellini, La Sonnambula - G. Verdi, La Forza del destino
- 1980 - G. Verdi, Il Trovatore - G. Verdi, Traviata - G. Verdi, Rigoletto
- 1982 - D. Cimarosa, Il Matrimonio segreto - U. Giordano, Andrea Chénier - G. Verdi, Nabucco
- 1984 - G. Verdi, Macbeth
- 1986 - V. Bellini, Norma - G. Donizetti, Lucia di Lammermoor
- 1987 - L. Canepa, Amsicora
- 1988 - G. Rossini, Il Barbiere di Siviglia - G. Puccini, Tosca - G. Verdi, Simon Boccanegra
- 1992 - G. Rossini, L'Italiana in Algeri - G. Verdi, Rigoletto - G. Donizetti, L'Elisir d'amore
- 1993 - C. Gounod, Faust - G. Verdi, La Traviata - G. Donizetti, Lucia di Lammermoor
- 1994 - G. Rossini, La Cenerentola - V. Bellini, La Sonnambula - G. Puccini, Madama Butterfly
- 1995 - W. A. Mozart, Don Giovanni - G. Verdi, Nabucco
- 1996 - G. Bizet, Carmen - G. Puccini, Gianni Schicchi - G. Puccini, Suor Angelica - G. Puccini, Il Tabarro - W. A. Mozart, Le Nozze di Figaro
- 1997 - G. Verdi, Tosca
- 1998 - P. Mascagni, Cavalleria rusticana - G. Rossini, Il Barbiere di Siviglia
- 1999 - G. Verdi, Attila - G. Puccini, La Bohéme (Voci bianche)
- 2000 - G. Puccini, Turandot - W. A. Mozart, Il Flauto magico
- 2001 - J. Massenet, La Navarraise - G. Verdi, Simon Boccanegra
- 2002 - G. Donizetti, Don Pasquale - G. Verdi, Otello
- 2003 - U. Giordano, Andrea Chénier - G. Verdi, Rigoletto
- 2004 - G. Verdi, Il Trovatore - L. Cherubini, Medea
- 2005 - G. Verdi, La Traviata - G. Rossini, Mosè in Egitto
- 2006 - R. Leoncavallo, Pagliacci - G. Puccini, Tosca
- 2007 - G. Donizetti, Lucrezia Borgia - G. Verdi, Luisa Miller
- 2008 - G. Donizetti, Marino Faliero - V. Bellini, I Puritani
- 2009 - G. Donizetti, Lucia di Lammermoor - G. Verdi, Macbeth
- 2010 - G. Verdi, Rigoletto - G. Rossini, Il Barbiere di Siviglia
- 2011 - G. Donizetti, L'Elisir d'amore
- 2012 - W. A. Mozart, Le Nozze di Figaro
- 2013 - G. Verdi, Falstaff
- 2014 - G. Puccini, Madama Butterfly - G. Bizet, Carmen (Voci bianche)
- 2015 - W. A. Mozart, Don Giovanni
- 2016 - W. A. Mozart, Il Flauto magico
- 2017 - G. Rossini, Il Barbiere di Siviglia - G. Puccini, Tosca (Voci bianche)
- 2018 - G. Rossini, L'Italiana in Algeri - C. Orff, Carmina Burana (Voci bianche)
- 2019 - G. Rossini, La Cenerentola - R. Leoncavallo, Pagliacci (Voci bianche)
- 2021 - G. Rossini, Il Turco in Italia
- 2022 - G. Donizetti, Don Pasquale

## Onorificenze
- 1991, Medaglia d'Oro del Comune di Sassari
- 1991, Verdi d'Oro della Corale Giuseppe Verdi di Parma
- 1997, Candeliere d'Oro Speciale[13] del Comune di Sassari per aver diffuso la cultura musicale nel mondo
- 2009, Premio Maria Carta